# Ice Rain
「Ice Rain」（アイス・レイン）は工藤静香通算23枚目のシングル。1994年11月18日発売。発売元はポニーキャニオン。

## 解説
作詞は愛絵理（工藤のペンネーム）。「ハッピーな人たちが浮き彫りにされがちな年末の街中に隠された、小さなドラマを心に描いていただけたら、と思います」と発売当時のインタビュー（ザテレビジョン誌上）で語っていた。シングルと同時にプロモーションビデオ集『femaleⅢ』発売。1998年暮れ発売のベスト・アルバム『Best of Ballade カレント』では、英詞にした「Ice Rain -Text in English-」が収録。

## 収録曲
全作詞：愛絵理／作曲：都志見隆
1. Ice Rain （5分59秒）
  - 編曲: 門倉聡
2. Party （4分07秒）
  - 編曲: 澤近泰輔
3. Ice Rain （less vocal）

## 収録アルバム
- Ice Rain
  - Purple （10th アルバム）
  - She Best of Best
  - ミレニアム・ベスト
  - Shizuka Kudo 20th Anniversary the Best
  - コンピレーションアルバム「雨のうた」
- Ice Rain （Text in English）
  - Best of Ballade カレント
- Party
  - 20th Anniversary B-side collection

## 関連人物
- 都志見隆
- 門倉聡